# Agua Dulce, San Pedro Ixtlahuaca
Agua Dulce är en ort i Mexiko.   Den ligger i kommunen San Pedro Ixtlahuaca och delstaten Oaxaca, i den sydöstra delen av landet, 400 km sydost om huvudstaden Mexico City. Agua Dulce ligger 1 657 meter över havet och antalet invånare är 204.
Terrängen runt Agua Dulce är varierad. Runt Agua Dulce är det mycket tätbefolkat, med 3 494 invånare per kvadratkilometer. Närmaste större samhälle är Oaxaca de Juárez, 10,0 km öster om Agua Dulce. Trakten runt Agua Dulce består till största delen av jordbruksmark.